# 豊雲
豊 雲（ほう うん、フォン・ユン、中国語：丰云、拼音：Fēng Yún、1966年10月2日 - ）は、中国、アメリカの囲碁棋士。遼寧省出身、中国囲棋協会などに所属、九段。全国囲棋個人戦女子の部、宝海杯世界女子選手権戦優勝など。女性では芮廼偉に次ぐ2人目の九段。

## 経歴
9歳で囲碁を学び、12歳で体育学校に進む。1979年、13歳で集中訓練隊入り、同年全国囲棋個人戦女子の部9位、81、82年5位。1982年に中国囲棋協会より四段に認定。1983年に全国囲棋個人戦女子の部で優勝。1995年第1回宝海杯で準優勝。1996年第2回宝海杯で、決勝で韓国の李英信を2-0で破って優勝。第3、4回は決勝で芮廼偉に敗れ、準優勝。1996年、日中スーパー囲碁に先鋒で出場して一人抜き。1997年九段昇段。
2000年からアメリカニュージャージー州に家族とともに居住し、2002年に囲碁学校を開く。2004年・2006年にはトヨタ&デンソー杯囲碁世界王座戦に北米代表として出場。
中国棋士ランキングでは1998年（3月）で30位。

### タイトル歴
国際棋戦
- 宝海杯世界女子選手権戦 1996年

中国棋戦
- 全国囲棋個人戦女子の部 1983年
- 庫弥勒杯全国女子選手権大会 1998年

北米棋戦
- 北米INGマスターズ 2008年

### その他の棋歴
国際棋戦
- 宝海杯世界女子選手権戦 準優勝 1995、97、98年
- 翠宝杯世界女流囲碁選手権戦 3位 1993年
- 日中囲碁交流
  - 1989年 0-1（×青木喜久代）
  - 1991年 1-1（○有村比呂司、×森山直棋）

- 日中スーパー囲碁
  - 1996年 1-1（○西田栄美、×羽根直樹）

中国棋戦
- 全国囲棋個人戦女子の部 2位 1990、91年
- 日立杯中国プロ囲棋混双戦 優勝 1998年（兪斌とペア）

北米棋戦
- 北米マスターズ・トーナメント 挑戦者 2002、06年